# Midas Verlag
Der Midas Verlag ist ein Schweizer Buchverlag mit Sitz in Zürich.

## Geschichte
Der Verlag wurde 1991 von Gregory C. Zäch (* 1964) in St. Gallen gegründet, seit 2006 ist der Verlagssitz in Zürich am Zürichberg.

## Programm
Das Verlagsprogramm hatte ursprünglich die Schwerpunkte Computer und Management, heute neben Management vor allem die Bereiche Fotografie, Lifestyle und Schweiz-Themen.
Der Midas Management Verlag veröffentlicht seit 1997 Sach- und Fachbücher zu Themenbereichen wie Innovation, Kreativität, Marketing und Strategie.
Die Midas Collection wurde 2014 gegründet und umfasst die Themen Design, Fotografie, Kunst und Mode.
Seit Herbst 2016 hat der Verlag auch ein Kinderbuch-Programm mit dem Schwerpunkt Kunst für Kinder, seit 2018 auch mit Bilderbüchern und erzählenden Sachbüchern.

## Autoren
Bekannte Autorinnen und Autoren sind u. a. Iris Apfel, Banksy, Thilo Baum, Mike Berners-Lee (Es gibt keinen PLANet B, Wie schlimm sind Bananen), Frank Berzbach, Patrick Brauns (Schweizer Berge), Stéphane Etrillard, Philippe Halsman (Jump Book), David Hockney (Kunstgeschichte für Kinder), Amel Karboul (Coffin Corner), Henriette Kuhrt (Stil-Ratgeber), Jay C. Levinson (Guerilla-Marketing), Joel Meyerowitz (Lizenz zu sehen), Oliver Schütte (Netflix-Revolution), Roman Szeliga ("Frustschutzmittel"), Andreas Vollenweider (Im Spiegel der Venus), Gregory C. Zäch.